# Nederlandse Politiebond
De Nederlandse Politiebond (NPB) is de grootste Nederlandse vakbond voor politiemedewerkers met bijna 34.000 leden. De vakbond werkt samen binnen de Algemene Centrale voor het Overheidspersoneel (ACOP) en de Federatie Nederlandse Vakbeweging (FNV).

## Doelstelling
De NPB behartigt de belangen van de leden door individuele rechtshulp en collectieve inzet bij onderhandelingen over arbeidsvoorwaarden met de werkgever. Verder richt de NPB zich op goede arbeidsomstandigheden en een zo veilig mogelijke werkplek voor alle politiemedewerkers.

## Organisatie
De NPB is georganiseerd als een vereniging met 13 afdelingen. De afdelingen sturen een afvaardiging naar de Algemene Ledenvergadering (elk jaar) en de bondsraad (4-6 keer per jaar). Het hoofdbestuur van de NPB wordt gekozen door het bondscongres en gecontroleerd door de bondsraad. Het hoofdbestuur bestaat uit 16 leden, waarvan drie leden (het dagelijks bestuur) bezoldigd zijn. 

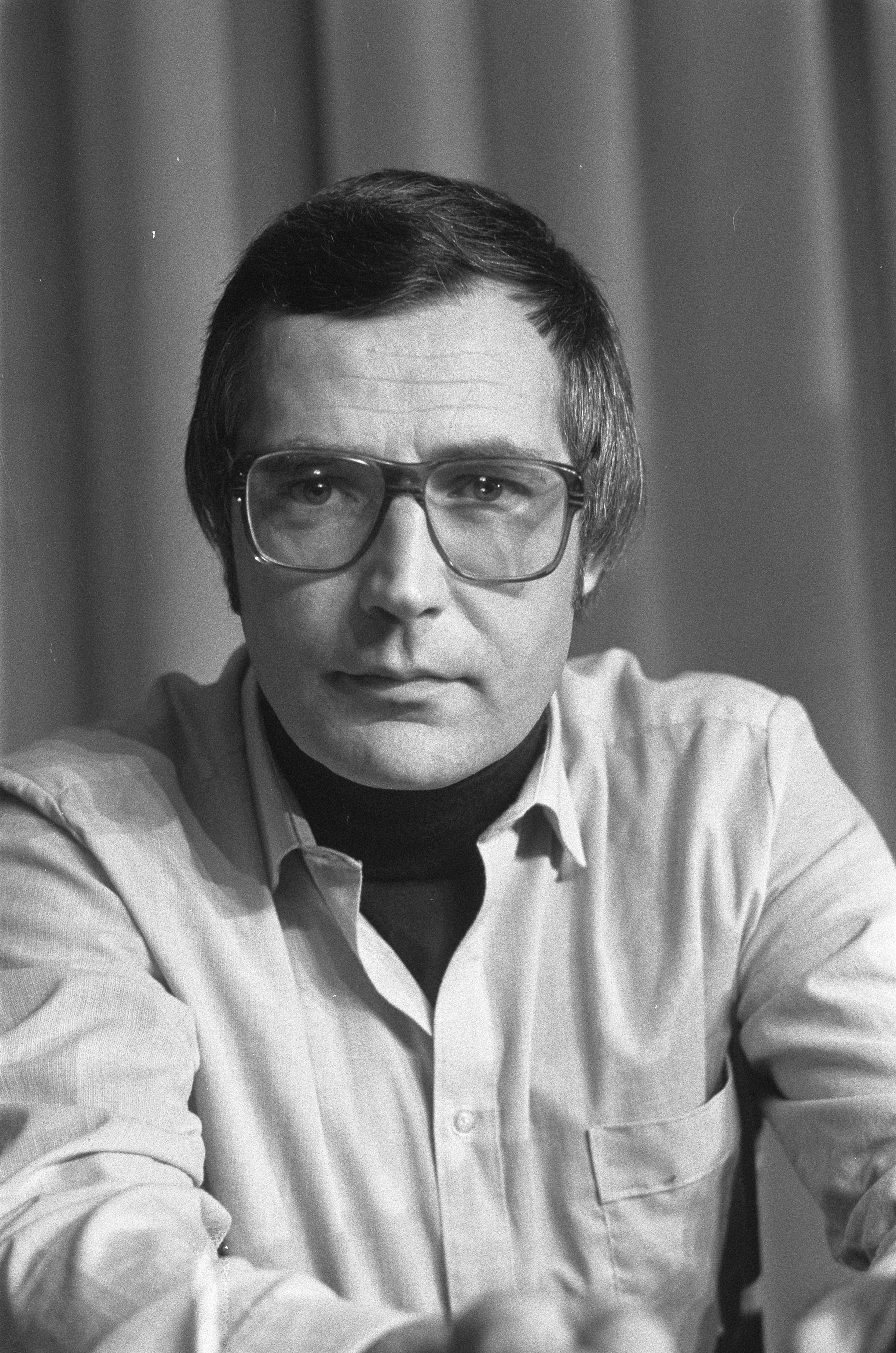
NPB-voorzitter Leen van der Linden (1981)

## Geschiedenis
De Nederlandse Politiebond is op 29 januari 1946 na onderhandelingen met de afdelingen opgericht als een voortzetting van enkele politie-vakorganisaties die tijdens de Tweede Wereldoorlog door de Duitsers waren gedwongen op te gaan in de Kameraadschapsbond der Nederlandsche Politie.
Voorzitters: W.A.J. Visser (1946?-1949), A. Leewis (1949-1953), A.K. Mud (1953?-1976), Leen van der Linden (1976-1992), Hans van Duijn (1993-2008), Han Busker (2008-2016), Jan Struijs (2016-2023) en Nine Kooiman (vanaf 2023).

## Trivia
- De Surinaamse Politiebond werd bijna dertig jaar eerder dan de Nederlandse Politiebond opgericht.